# Eishockey-Eredivisie (Belgien) 1994/95
Die Saison 1994/95 war die 75. Spielzeit der Eredivisie, der höchsten belgischen Eishockeyspielklasse. Der Meistertitel wurde nicht vergeben, da es rechtliche Streitigkeiten um die Playoff-Teilnahme gab. Dem HYC Herentals wurde vorgeworfen gegen das Ausländer-Limit verstoßen zu haben und wäre mit −19 Punkten eigentlich Letzter gewesen. Nachträglich erhielt der Verein jedoch recht, woraufhin die anderen drei Playoff-Teilnehmer ihre Playoffteilnahme verweigerten und die Spielzeit abgebrochen wurde.

## Modus
In der Hauptrunde absolvierten die sechs Mannschaften jeweils 20 Spiele. Die vier bestplatzierten Mannschaften qualifizierten sich für die Playoffs, in denen der Meister ausgespielt werden sollte, jedoch wurde die Spielzeit vorzeitig abgebrochen. Für einen Sieg erhielt jede Mannschaft drei Punkte, bei einem Unentschieden gab es einen Punkt und bei einer Niederlage null Punkte.

## Hauptrunde

### Tabelle
|    | Klub                      | Sp | S  | U | N  | T   | GT  | Punkte |
| -- | ------------------------- | -- | -- | - | -- | --- | --- | ------ |
| 1. | Olympia Heist op den Berg | 20 | 16 | 0 | 4  | 163 | 83  | 32     |
| 2. | HYC Herentals             | 20 | 14 | 1 | 5  | 188 | 92  | 29     |
| 3. | Griffoens Geel            | 20 | 12 | 0 | 8  | 130 | 102 | 24     |
| 4. | Phantoms Deurne           | 20 | 11 | 1 | 8  | 109 | 93  | 23     |
| 5. | Yeti Bears Eeklo          | 20 | 4  | 0 | 16 | 116 | 216 | 8      |
| 6. | IHC Leuven                | 20 | 2  | 0 | 18 | 90  | 210 | 4      |

Sp = Spiele, S = Siege, U = Unentschieden, N = Niederlagen